# GeekWire
GeekWire è un sito web statunitense di notizie sulla tecnologia riguardante startup e aziende tecnologiche affermate. Il sito è stato lanciato nel marzo 2011 e ha sede a Seattle. È stata fondata dai giornalisti Todd Bishop e John Cook con l'investimento di Jonathan Sposato.
I fondatori di GeekWire, John Cook e Todd Bishop, erano ex reporter di tecnologia del Seattle Post-Intelligencer e del Puget Sound Business Journal. Bishop e Cook si sono uniti al Puget Sound Business Journal per creare TechFlash nel settembre 2008, lasciando per avviare GeekWire il 7 marzo 2011.